# Урочище «Стирське»
Уро́чище «Сти́рське» — орнітологічний заказник місцевого значення в Україні. Розташований у межах Володимирецького району Рівненської області, неподалік від села Великі Телковичі, на землях запасу Біленської та Великотелковицької сільських рад. 
Площа 273 га. Створений рішенням Рівненського облвиконкому № 343 від 22.11.1983 року. 
Охороняється заболочена ділянка в заплаві річки Стир, яка є місцем гніздування водоплавних птахів, зокрема широконіски, чирянки великої, крижня, попелюха, лиски, крячки річкової, білокрилої та малої, набережника та інших.